# Cp-waarde
De Cp-waarden van rondwormen (Cp = Colonizer-persister = kolonist-blijver) zijn in 1990 opgesteld door de Nederlander T. Bongers. en zijn een maat voor het beoordelen van de bodemkwaliteit na een verstoring van de bodem door bijvoorbeeld een organische bemesting, vervuiling of overstroming.
Er zijn vijf categorieën rondwormen ingedeeld naar hun r/K-strategieën. Cp-1 is een kolonist en Cp-5 is een blijver.
- Cp-1 rondwormen hebben een korte generatietijd, kleine eieren, hoge vruchtbaarheid, zijn voornamelijk bacterivoren, voeden zich continu in verrijkte media en vormen dauerlarve voor overleving onder slechte omstandigheden als de bacteriën opraken. Panagrolaimus detritophagus is hier een voorbeeld van.
- Cp-2 rondwormen hebben een langere generatietijd en een lagere vruchtbaarheid dan de Cp-1 rondwormen. Ze zijn zeer tolerant voor ongunstige omstandigheden en kunnen schijndood worden. Voeden zich meer bewust en blijven zich voeden ook als de voedingsmiddelen afnemen. Het zijn voornamelijk bacterie- en fungivoren.
- Cp-3 rondwormen hebben een langere generatietijd en een grotere gevoeligheid voor ongunstige omstandigheden. Het zijn fungi-, bacterie- en carnivoren. Dichromadora geophila is hier een voorbeeld van.
- Cp-4 rondwormen hebben een langere generatietijd, lagere vruchtbaarheid en een grotere gevoeligheid voor verstoring. Het zijn bacterie-, fungi- en carnivoren. Daarnaast zijn de kleinere soorten omnivoor.
- Cp-5 rondwormen hebben de langste generatietijd, grootste lichaamsgroottes, laagste vruchtbaarheid en de grootste gevoeligheid voor verstoring. Het zijn overwegend carnivoren en omnivoren.

Tabel met Cp-waarden voor rondwormfamilies:
| Rondwormfamilie    | Cp-waarde |
| ------------------ | --------- |
| Rhabditidae        | 1         |
| Alloionematidae    | 1         |
| Teratocephalidae   | 3         |
| Linhomoedidae      | 3         |
| Leptolaimidae      | 3         |
| Halaphanolaimidae  | 3         |
| Diplopeltidae      | 3         |
| Diphtherophoridae  | 3         |
| Choanolaimidae     | 4         |
| Diploscapteridae   | 1         |
| Ironidae           | 4         |
| Bunonematidae      | 1         |
| Halaphano          | 1         |
| Aulolaimidae       | 3         |
| Alaimidae          | 4         |
| Panagrolaimidae    | 1         |
| Diplopeltidae      | 3         |
| Bathyodontidae     | 4         |
| Diplogasteridae    | 1         |
| Rhabdolaimidae     | 3         |
| Mononchidae        | 4         |
| Neodiplogasteridae | 1         |
| Chromadoridae      | 3         |
| Anatonchidae       | 4         |
| Diplogasteroididae | 1         |
| Hypodontolaimidae  | 3         |
| Dorylaimidae       | 4         |
| Tylopharyngidae    | 1         |
| Achrmadoridae      | 3         |
| Nordiidae          | 4         |
| Odontopharyngida   | 1         |
| Ethmolaimidae      | 3         |
| Qudsianematidae    | 4         |
| Monhysteridae      | 1         |
| Cyatholaimidae     | 3         |
| Leptonchidae       | 4         |
| Neotylenchidae     | 2         |
| Desmodoridae       | 3         |
| Nygolaimidae       | 5         |
| Anguinidae         | 2         |
| Microlaimidae      | 3         |
| Chrysonematidae    | 5         |
| Aphelenchidae      | 2         |
| Odontolaimidae     | 3         |
| Thornenematidae    | 5         |
| Aphelechoididae    | 2         |
| Aulolaimidae       | 3         |
| Aporcelaimidae     | 5         |
| Cephalobidae       | 2         |
| Bastianiidae       | 3         |
| Prismatolaimidae   | 3         |
| Belondiridae       | 5         |
| Ostellidae         | 2         |
| Actinolaimidae     | 5         |
| Myolaimidae        | 2         |
| Tobrilidae         | 3         |
| Discolaimidae      | 5         |
| Xyalidae           | 2         |
| Onchulidae         | 3         |
| Plectidae          | 2         |
| Trypilidae         | 3         |